# Shuili
Shuili (chinesisch 水里鄉, Pinyin Shuǐlǐ Xiāng, Tongyong Pinyin Shuěilǐ Siang) ist eine Landgemeinde (鄉,  Xiāng) im Landkreis Nantou in Zentraltaiwan.

## Lagebeschreibung
Shuili liegt ungefähr im Zentrum des Landkreises Nantou am Westrand des Zentralgebirges. Die Topografie ist stark durch Flusstäler und Flüsse geprägt (der Name Shuili bedeutet wörtlich „Im Wasser“). Von Süden her verläuft der Fluss Chenyoulan (陳有蘭溪), der in der Mitte Shuilis in den in Ost-West-Richtung fließenden Zhuoshui mündet. Stromabwärts davon mündet der kleine, von Norden kommende Fluss Shuili Xi (水里溪) in den Zhuoshui, der etwa 2,5 Kilometer vor der Mündung durch die Mingtan-Talsperre zum Mingtan-Stausee aufgestaut wird. Der Stausee dient als Speicherbecken, der je nach Energiebedarf durch ein Pumpspeicherwerk teilweise abgelassen oder gefüllt wird. In Zeiten des Stromüberschusses wird Wasser aus dem Stausee in den höhergelegenen Sonne-Mond-See in der Nachbargemeinde Yuchi gepumpt. Zugleich dient der Stausee auch zur Regulierung des Wasserzuflusses zum Zhuoshui.
Die Nachbargemeinden Shuilis sind Yuchi im Nordosten, Xinyi im Osten und Süden, Lugu im Südwesten, Jiji und Mingjian im Westen und Nordwesten, sowie Guoxing in einem kleinen Abschnitt im Norden.

## Geschichte
Die Ureinwohner Shuilis waren austronesische Stämme, die Vorfahren der heutigen indigenen Völker Taiwans. Die ersten Han-Chinesen ließen sich in den ersten Regierungsjahren des Qing-Kaisers Guangxu nieder und begannen mit der systematischen landwirtschaftlichen Kultivierung des größtenteils bewaldeten Landes. Zur Zeit der japanischen Kolonialherrschaft (1895–1945) war vor allem die Kampherproduktion und die Forstwirtschaft von großer Bedeutung. Die Zahl der Han-Chinesen nahm durch Zuwanderung immer mehr zu und die indigene Bevölkerung wurde größtenteils weiter nach Süden und Osten abgedrängt. Nach der Übergabe Taiwans an die Republik China 1945 war Shuili zunächst administrativ Teil der Gemeinde Jiji, wurde aber 1950 als Landgemeinde Shuili (水裡鄉, ab 1966 in der Schreibweise 水里鄉) Teil des neu gegründeten Landkreises Nantou. Im Jahr 1955 wurden die beiden Dörfer Yongxing und Yufeng von der Nachbargemeinde Lugu abgetrennt und an Shuili angegliedert. Die Bedeutung der Forstwirtschaft ist seit einigen Jahrzehnten deutlich zurückgegangen und Shuili ist wie viele andere ländliche Orte Taiwans durch Landflucht und zunehmende Überalterung gekennzeichnet. Aktuelle Bestrebungen gehen dahin, den Ort zu einem touristischen Zentrum auszubauen.

## Verkehr
Shuili verfügt über zwei Bahnhöfe der Jiji-Linie: den Bahnhof Shuili und den Endbahnhof Checheng. Beide wurden am 14. Januar 1922 in Betrieb genommen. Die Straßenverbindungen orientieren sich in ihrem Verlauf zumeist an den Flusstälern. Entlang des Zhuoshui-Flusstales in Ost-West-Richtung verläuft die Provinzstraße 16. Nach Süden, weitgehend im Flusstal des Chenyoulan verläuft die Provinzstraße 21, die sich im Zentrum Shuilis über eine kurze Strecke mit der Provinzstraße 16 vereinigt und dann wieder abzweigt und nach Norden in Richtung Sonne-Mond-See zieht. Entlang des Flusstals des Shuili Xi verläuft die Kreisstraße 121.

## Einwohner
Die Einwohnerzahl Shuilis sinkt seit Jahrzehnten. Im Jahr 1981 hatte die Gemeinde noch 29.334 Einwohner, während es Ende 2018 nur noch 17.496 waren. Ende 2017 gehörten 425 Personen (2,4 %) den indigenen Völkern an. Darunter befindet sich im Dorf Dingkan auch eine der beiden Hauptsiedlungen der Thao (Siedlung 大平林,  Dàpínglín, die andere liegt etwa 14 km entfernt am Südostufer des Sonne-Mond-Sees).

## Verwaltungsgliederung
| Gliederung von Shuili |
|                       |

Shuili ist in 19 Dörfer (村,  Cūn) untergliedert:
1. Xinxing (新興村)

2. Checheng (車埕村)

3. Shuili (水里村)

4. Xincheng (新城村)

5. Nongfu (農富村)

6. Chengzhong (城中村)

7. Zhongyang (中央村)

8. Beipu (北埔村)

9. Nanguang (南光村)

10. Yufeng (玉峰村)

11. Yongfeng (永豐村)

12. Jugong (鉅工村)

13. Dingkan (頂崁村)

14. Minhe (民和村)

15. Yongxing (永興村)

16. Xinglong (興隆村)

17. Xinshan (新山村)

18. Junkeng (郡坑村)

19. Shang’an (上安村)

## Sehenswürdigkeiten und Tourismus
Hauptsehenswürdigkeit ist die Natur mit der Mischung aus Fluss- und Berglandschaft. Entlang der Flussufer gibt es einen Flussufer-Fahrradweg (水岸自行車道), auf dem man bis zum Sonne-Mond-See fahren kann. Als sehenswert gilt der 1927 erbaute, holzbefeuerte Schlangen-Brennofen (水里蛇窯, ). Der Ofen hat seinen Namen von seiner langgezogenen Schlangenhalsform erhalten. Früher wurde hier Keramik gebrannt. Heute befindet sich hier ein kleines Keramikmuseum mit dem Keramik-Kulturpark Shuili (陶藝文化園區). Im Dorf Shuili befindet sich ein Trappistenkloster ().

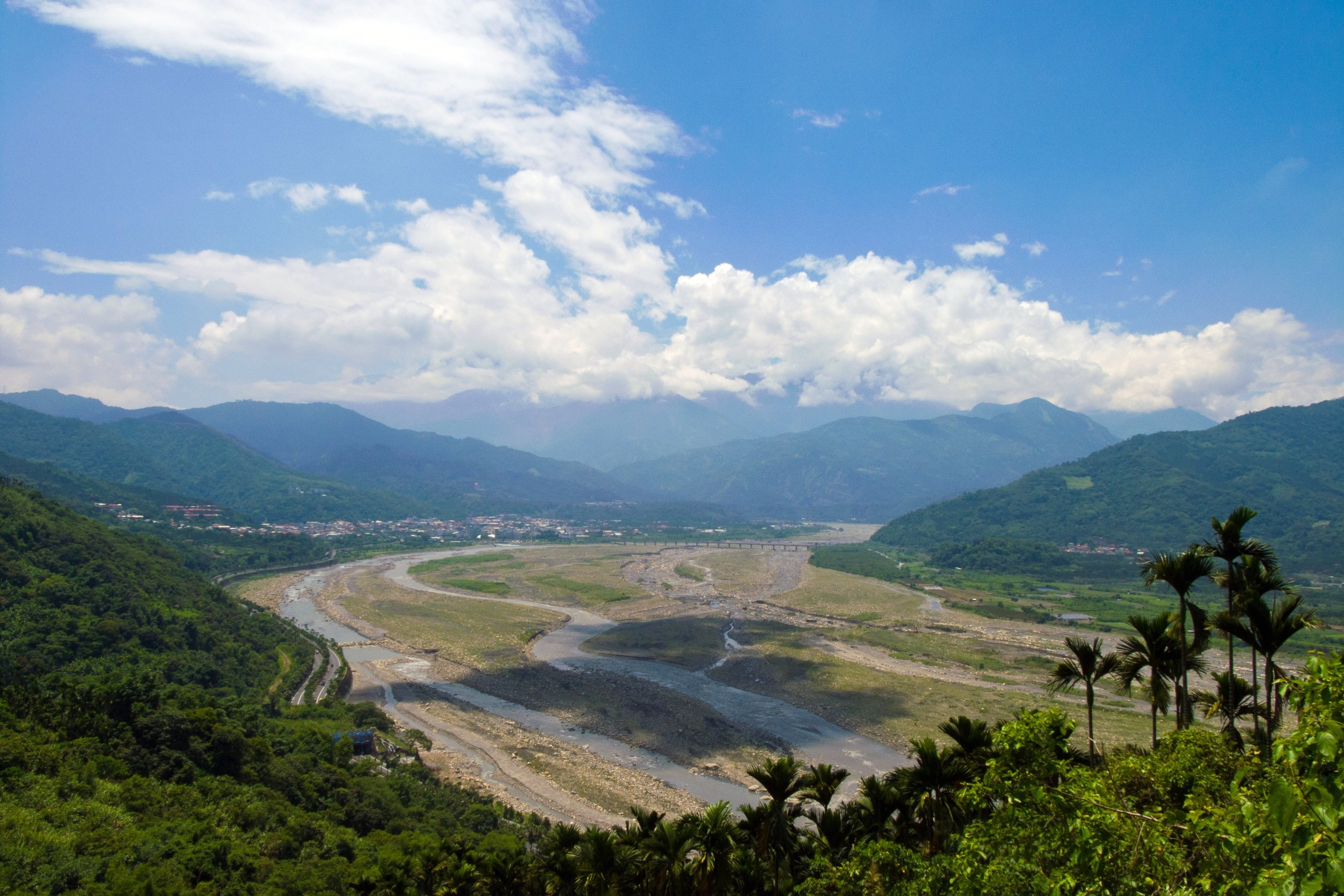
Flussebene des Zhuoshui in Shuili
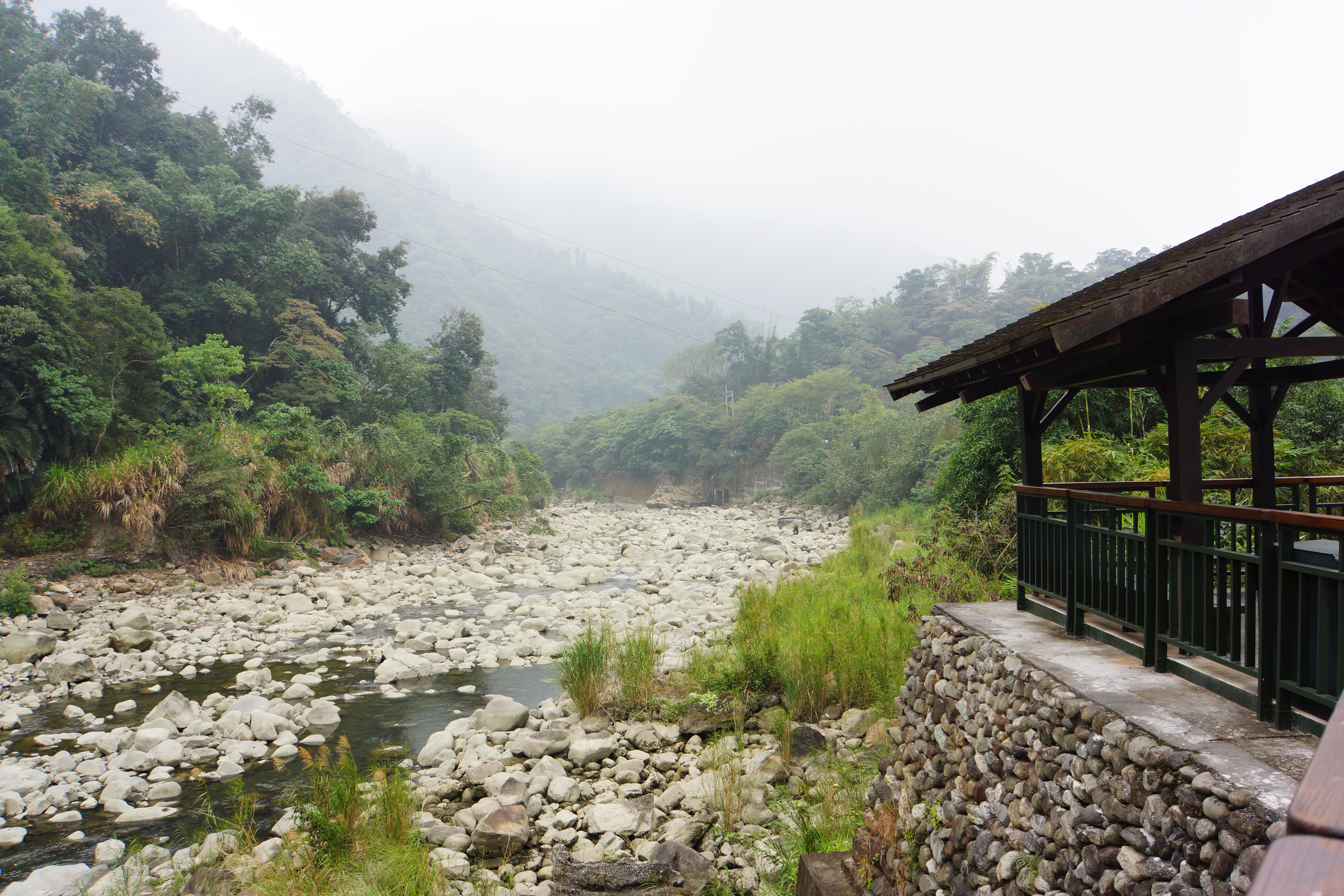
Flussbett des Shuili Xi
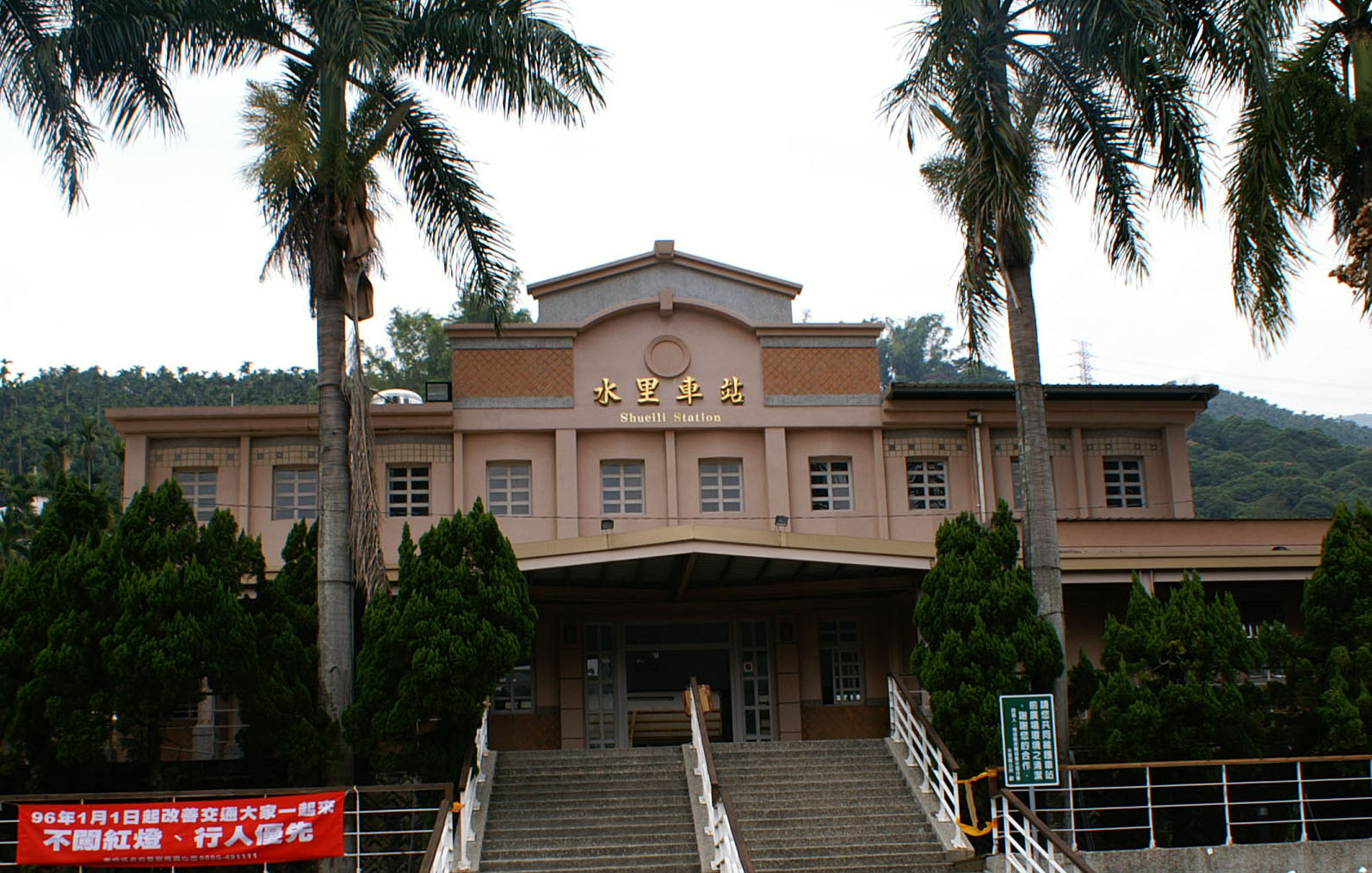
Bahnhof Shuili